# Agricultural Development Bank of China
Agricultural Development Bank of China, «Банк сельскохозя́йственного развития Кита́я» — китайский государственный банк, один из трёх политических банков (финансирующих проекты правительства КНР), наряду с The Export-Import Bank of China и China Development Bank.
Основан 19 октября 1994 года. Функции банка включают предоставление кредитов на закупку, хранение и распределение сельскохозяйственной продукции и удобрений, финансирование инфраструктурных проектов в сельской местности, покупки сельскохозяйственной техники, строительства и ремонта жилья для фермеров; также занимается посреднической и инвестиционной деятельностью. Основным источником наполнения капитала является выпуск облигаций, которые приравниваются к государственным облигациям правительства КНР. Облигации размещаются как на внутренних, так и на зарубежных фондовых рынках (биржах Гонконга, Шанхая, Шэньчжэня, Люксембурга, Франкфурта, Лондона, Макао). На конец 2019 года было 1364 выпусков на общую сумму 9,14 трлн юаней.
Размер активов на конец 2019 года составил 7 трлн юаней (около 1 трлн долларов), из них на выданные кредиты пришлось 5,58 трлн юаней. Из пассивов выпущенные облигации составили 5,58 трлн юаней, 1,31 трлн юаней составили депозиты финансовых институтов и компаний. Чистый процентный доход в 2019 году составил 72 млрд юаней (доход 265 млрд, расход 193 млрд юаней), инвестиционный доход составил 22 млрд.
Сеть банка насчитывает 1830 отделений в 31 провинции КНР.